# Zofia Zbyszewska
Zofia Zbyszewska (ur. 1905, zm. 1984) – polska historyk, nauczycielka w Rybienku nad Bugiem, Wrocławiu, Starogardzie Gdańskim, Kamiennej Górze i Gdańsku. Autorka opisującej dzieje Polski w XX wieku książki Dzieje Polski, która ukazała się w II obiegu po jej śmierci. Praca ta została podpisana na stronie tytułowej pseudonimem Jan Długosz (słowo wstępne napisała Irena Chmieleńska pod pseudonimem „Rena Kopystyńska”).
- Zofia Zbyszewska, Dzieje Polski, Wrocław, Oficyna Niepokornych, 1988